# Saint-Brieuc
Saint-Brieuc (bretonsk: Sant-Brieg) er en by og kommune i det nordvestlige Frankrig. Den er préfecture (administrationsby) i departementet Côtes-d'Armor i regionen Bretagne og har cirka 45.000 indbyggere. Saint-Brieuc er opkaldt efter en walisisk munk, St. Briocus, som kristnede området i 500-tallet og oprettede et bedekammer her.

## Geografi
Byen ligger ved Den engelske kanal i Saint-Brieuc-bugten. To floder løber gennem Saint-Brieuc: Goued/Gouët og Gouedig/Gouëdic.

## Eksterne links
- Wikimedia Commons har flere filer relateret til Saint-Brieuc